# جلال رجب
جلال رجب (بالإنجليزية: Jalal Rajab) ممثل مصري من مواليد 16 يوليو 1961 شارك في عدة أدوار سينمائية وتلفزيونية صغيرة بلغت 55 عمل.
كانت أخر أعمال جلال رجب هو فيلم «إعدام بريء» للمخرج إسماعيل جمال عام 2014.
توفي في 23 ديسمبر 2019 عن عمر يناهز 58 سنة.

## أهم أعماله في السينما
«يا عزيزي كلنا لصوص» للمخرج أحمد يحيى عام 1989 قام بدور بليغ زوج كوثر.
«سمع هس» للمخرج شريف عرفة عام 1991.
«الحب في الثلاجة» للمخرج سعيد حامد عام 1992.
«الإرهاب والكباب» للمخرج شريف عرفة عام 1992
«اغتيال» للمخرج نادر جلال عام 1996 قام بدور عبده السفرجي
«عبود على الحدود» للمخرج شريف عرفة عام 1999
«الرغبة» للمخرج علي بدرخان عام 2002.

## أهم أعماله في التلفزيون
مسلسل «محمد رسول الله» الجزء الثالث للمخرج أحمد الطنطاوي عام 1982
مسلسل «محمد رسول الله» الجزء الرابع للمخرج أحمد توفيق عام 1984
مسلسل «شموع لا تنطفئ» للمخرج فؤاد عبد الجليل عام 1991
مسلسل «السقوط في بئر سبع» للمخرج نور الدمرداش عام 1994
مسلسل «عمر بن عبد العزيز» للمخرج أحمد توفيق عام 1994.

## وصلات خارجية
- جلال رجب على موقع الدهليز
- جلال رجب على موقع قاعدة بيانات الأفلام العربية

https://dhliz.com/artist/KXiZqerLA8I/ جلال رجب (ممثل)
https://www.imdb.com/name/nm9626844/?ref_=nv_sr_srsg_0 جلال رجب (ممثل)
https://karohat.com/Person/9e344ab4-7b82-4663-87eb-e440e471e6ee جلال رجب (ممثل)